# Ptilodon longipennis
Ptilodon longipennis är en fjärilsart som beskrevs av Inoue 1955. Ptilodon longipennis ingår i släktet Ptilodon och familjen tandspinnare. Inga underarter finns listade.